# Мария Доротея София фон Йотинген
Мария Доротея София фон Йотинген-Йотинген (на немски: Maria Dorothea Sophia von Oettingen-Oettingen; * 29 декември 1639, Йотинген; † 29 юни 1698, Нюртинген) е графиня от Йотинген-Йотинген и чрез женитба херцогиня на Вюртемберг.

## Живот
Дъщеря е на граф Йоахим Ернст фон Йотинген-Йотинген (1612 – 1659) и втората му съпруга графиня Анна Доротея фон Хоенлое-Нойенщайн-Глайхен (1621 – 1643), дъщеря на граф Крафт VII фон Хоенлое-Нойенщайн-Вайкерсхайм-Глайхен (1582 – 1641) и пфалцграфиня пфалцграфиня София фон Цвайбрюкен-Биркенфелд (1593 – 1676).
Мария Доротея се омъжва на 20 юли 1656 г. на 16 години в Ансбах за херцог Еберхард III фон Вюртемберг (1614 – 1674). Тя е втората му съпруга. Нейният по-голям брат граф Албрехт Ернст I фон Йотинген-Йотинген (1642 – 1683), 1. имперски княз от 1674 г. на Йотинген-Йотинген, се жени за две дъщери една след друга на херцог Еберхард III от първия му брак: на 7 юни 1665 г. в Щутгарт за принцеса Кристина Фридерика фон Вюртемберг (1644 – 1674) и на 30 април 1682 г. в Йотинген за Еберхардина Катарина фон Вюртемберг (1651 – 1683).
След смъртта на нейния съпруг тя живее между 1675 и 1690 г. във вдовишката си резиденция дворец Кирххайм. След големия градски пожар в Кирххайм на 3 август 1690 г. ѝ е дадена за вдовишка резиденция двореца в Нюртинген.
Тя умира на 29 юни 1698 г. в Нюртинген на 58 години и е погребана в Щутгарт.
- Кирххайм ок. 1683
- Нюртинген (1683)

## Деца
Мария Доротея и Еберхард III имат 11 деца:
- Георг Фридрих (* 24 септември 1657; † 18 октомври 1685), убит в Кошице
- (син) (*/† 1659)
- Албрехт Кристиан (* 13 юни 1660; † 20 януари 1663)
- Лудвиг (* 14 август 1661; † 30 ноември 1698)
- Йоахим Ернст (* 28 август 1662; † 16 февруари 1663)
- Филип Зигмунд (* 6 октомври 1663; † 23 юли 1669)
- Карл Фердинанд (* 13 октомври 1667; † 13 юни 1668)
- Йохан Фридрих (* 10 юни 1669; † 15 октомври 1693), умира след дуел в Херенберг
- София Шарлота (* 22 февруари 1671; † 19 септември 1717), омъжена на 20 септември 1688 г. в Кирххайм унтер Тек за херцог Йохан Георг II фон Саксония-Айзенах (1665 – 1698)
- Еберхард (*/† 1672)
- Емануел Еберхард (* 11 октомври 1674; † 1 юли 1675)

Всичките ѝ деца умират бездетни.